# Château de Domfront
Le château de Domfront est un ancien château fort, du XIe siècle, aujourd'hui ruiné, dont les vestiges se dressent sur le territoire de l'ancienne commune française de Domfront, dans le département de l'Orne, en région Normandie. Le château qui a subi treize sièges au cours de son histoire est partiellement classé au titre des monuments historiques.

## Localisation
Les vestiges du château sont situés dans un parc public, libre d'accès, à 400 mètres au nord-ouest de l'église Saint-Julien de Domfront, au sein de la commune nouvelle de Domfront en Poiraie, dans le département français de l'Orne.
Le château a été bâti à l'extrémité ouest d'une crête de grès portant la vieille ville, dominant la cluse de la Varenne de plus de 70 mètres. Il avait pour rôle de commander les marches méridionales du duché de Normandie.

## Historique

### La Normandie ducale
Vers 1010-1020, Guillaume Ier de Bellême fait construire une première fortification, sans doute essentiellement en bois. Guillaume de Jumièges dit « le premier (Guillaume de Bellême) qui, après avoir abattu une forêt, avait fait construire sur une montagne le château nommé Domfront ». Celui-ci attira les populations voisines près du château par l'octroi de privilèges et fonda la ville de Domfront.
Le duc Robert Ier de Normandie mate la révolte des comtes de Bellême en les assiégeant, et en les affamant dans leur château de Domfront.
Après la bataille du Val-ès-Dunes, le château, possession de Guillaume II Talvas, seigneur de Bellême, est saisi par le comte d'Anjou, Geoffroy Martel. En 1049, il est assiégé et pris par le duc de Normandie Guillaume II. Fort de ses escarpements naturels et de ses énormes tours palissadées, la garnison se rend, par composition, après la prise d'Alençon,. Elle a tenu le duc en échec pendant quinze mois. Le château était un des éléments essentiels dans la défense du duché de Normandie sur sa frontière sud, contre d'éventuelles attaques angevines.
Dans le cadre des guerres de succession entre les fils du Conquérant, Robert Courteheuse et Henri Beauclerc, en 1092, les Domfrontais se révoltent contre leur seigneur, Robert II de Bellême, et transmettent leur fidélité à Henri Beauclerc. Robert tente vainement de reprendre la place. Repoussé, il bat en retraite et est fait prisonnier, en 1106, à la bataille de Tinchebray et perd la couronne ducale. Henri Beauclerc s'était entre-temps emparé de la couronne d'Angleterre (1100). Le nouveau duc-roi fait de Domfront l'une des défenses des frontières du duché (comme Avranches, Mortain et Vire) et y fait ériger l'un de ses typiques donjons romans quadrangulaires. Après sa mort, en 1135, il laisse son trône sans héritier mâle. Après qu'Étienne de Blois se soit emparé du royaume d'Angleterre et du duché de Normandie, le château est pris par Geoffroy Plantagenêt, époux de Mathilde l'Emperesse, fille et héritière légitime d'Henri Ier, lors de sa conquête de la Normandie. Geoffroy V sera duc de Normandie de 1144 à sa mort en 1151. Mathilde se retire à Domfront, dont elle fait souvent sa résidence.
En 1162, Aliénor d'Aquitaine accouche de sa fille Aliénor au château.
En 1166, Henri II Plantagenêt, fils de Geoffroy, roi d'Angleterre, duc de Normandie et seigneur personnel de Domfront, alors malade, y fait son testament et règle le partage de ses états entre ses fils. En août 1169, il y reçoit les légats du pape qui doivent le réconcilier avec Thomas Becket. Richard Barre (en) y est présent. Il est envoyé à Rome en septembre pour se plaindre du comportement des légats. Or, les armes de la famille Barré figuraient sur les linteaux de chaque porte au château de Jumilly à quatre kilomètres de Domfront.
En 1180, Henri II remanie la place, et, en 1185, il y tient sa cour de Noël. Richard Cœur de Lion y passera son dernier Noël, en 1198. Richard meurt en 1199. Guillaume de Barres et Rainaud, comte de Boulogne assiègent la ville pour appuyer les prétentions de Bérangère contre celles d’Isabelle d'Angoulême. Celles-ci sont soutenues par Gautier de la Ferrière, qui défend le château pour le compte du frère de Richard contre leur neveu Arthur Arthur, lui, est soutenu par Philippe Auguste.

### Le rattachement au royaume de France
Possession personnelle de Jean sans Terre, Domfront est pris en 1204 par les troupes de Philippe Auguste dans le cadre de l'annexion de la Normandie au domaine royal. La place est alors concédée à Renaud de Dammartin, comte de Boulogne. Celui-ci fera par la suite hommage au roi d'Angleterre et verra ses terres et charges confisquées par Philippe Auguste. Il les donne à son fils naturel Philippe Hurepel. Au décès de Jeanne de Clermont, sa fille et héritière, en 1251, Domfront revient au domaine royal.
En 1259, Saint Louis donne Domfront à Robert II, comte d'Artois, comme douaire de sa femme. Après sa mort, en 1302, pour compenser le fait qu'il n'a pas reçu l'Artois, Robert III d'Artois reçoit ses héritages et apanages normands en 1309, dont Domfront, après un procès contre sa tante Mahaut. Ils lui sont confisqués en 1332.
En 1342, Philippe VI de Valois cède le Domfrontais au comte d'Alençon qui, en 1367, réunit la vicomté de Domfront au comté d'Alençon.
Entre-temps, en 1356, les troupes de Charles le Mauvais, roi de Navarre, commandées par Robert Knolles, prennent la place et la conservent jusqu'en 1366.
En 1382, Pierre II rénove le château. Grâce à ces rénovations, le château résistera sous Jean Ier d'Alençon aux attaques du duc de Bourgogne en 1412.
Durant l'hiver 1417-1418, le château est assiégé par l'anglais Henri Philizen, servant sous le duc de Clarence. Clément Bigot le défend pendant huit mois, mais se rend à Richard Beauchamp le 10 juillet 1418. Henri V en investit Edmond Mortimer. Malgré un raid sur la ville en 1430, la place n'est reprise que tardivement ; ce fut l'avant-dernière place tenue par les Anglais à être reprise, quinze jours avant Cherbourg le 2 août 1450.
La place est encore disputée dans les années 1466-1467 entre les troupes fidèles au roi de France et celles des princes révoltés contre son autorité, lors de la révolte du Bien public.
En 1574, dans le cadre de la cinquième guerre de Religion, deux calvinistes, les frères Le Hérissé s'emparent par surprise du donjon. Ils ouvrent les portes de la place à leur chef, le capitaine protestant Gabriel Ier, comte de Montgommery, lointain descendant des Bellême. Il est le 8 mai à Domfront. Le lendemain, le maréchal de Matignon Jacques II de Goyon, qui était à ses trousses, arrive  avec toute sa cavalerie. La ville que les habitants ont désertée est investie. Dix jours plus tard, une artillerie arrive en renfort. Montgommery, se retranche dans le château, mais la forteresse vétuste ne résiste pas aux boulets. Il se rend le 26 mai. Il est conduit à Paris, jugé et aura la tête tranchée en place de Grève le 26 juin 1574, sur ordre de Marie de Médicis.
La place finit par faire soumission à Henri IV. En 1598, il fait raser le château et démanteler en partie les fortifications de la ville. Sully ordonne, en 1608, le démantèlement du château. La démolition est effectivement réalisée en 1610.

### Chronologie des treize sièges[1]
1. 1058, par Geoffroy Martel.
2. 1059, par Guillaume le Conquérant.
3. 1091, par Henri Beauclerc.
4. 1106, par le duc Robert Courteheuse.
5. 1140, par Geoffroy Plantagenêt quand celui-ci conquiert la Normandie sur Étienne de Blois.
6. 1204, par Philippe Auguste.
7. 1211, pour déloger Renaud de Dammartin, vassal infidèle.
8. 1228, par des paysans révoltés.
9. 1412, par les Bourguignons et le connétable de Saint-Paul (la ville tenant pour les Armagnacs).
10. 1417, par un détachement Anglais du comte de Warwick.
11. 1450, par les troupes de Charles VII.
12. 1574, par le maréchal de Matignon.
13. 1593, quand le château passe des protestants aux ligueurs.

## Description
Le château érigé, au tout début du XIe siècle, par Guillaume de Bellême, se présentait sous la forme d'une citadelle de plan carré, flanquée de quatre grosses tours d'angle et ceint d'un profond fossé taillé dans le roc. Henri Ier d'Angleterre, après 1106, remplace la vieille citadelle des Bellême et érige un grand donjon roman, haut de trois ou quatre étage, de 22,40 × 26,30 m de côté, dont il subsiste deux pans de murs, les côtés nord et est, conservés sur une hauteur de vingt-huit mètres et des murs épais de trois mètres d'épaisseur. Il était renforcé aux angles — comme à Chambois et à Falaise — par de petites tourelles renfermant escaliers et chambres, et au centre des murs par des contreforts plats. On y accédait au niveau du premier étage, percé de meurtrières, et au deuxième, il s'éclairait par des baies romanes en plein cintre. La courtine extérieure plus tardive n'est conservée que sur deux côtés, mais a conservé son châtelet avec ses deux puissantes tours.
Le château en ruine est l'objet de restaurations depuis 1984 par l'Association pour la restauration du château de Domfront.
La chapelle priorale fortifiée romane en croix latine, du prieuré Saint-Symphorien, prieuré appartenant à l’abbaye de Lonlay jusqu'à la Révolution, a été construite vers 1100. Elle fut ruinée probablement à la suite de la destruction du château en 1610.
Aux alentours, on peut voir les restes d'un logis, avec des vestiges de casemates souterraines du XIIIe siècle et, à l'est, les restes de l'enceinte de la citadelle flanquée de tours qui dominait le fossé qui isole le château de la ville.

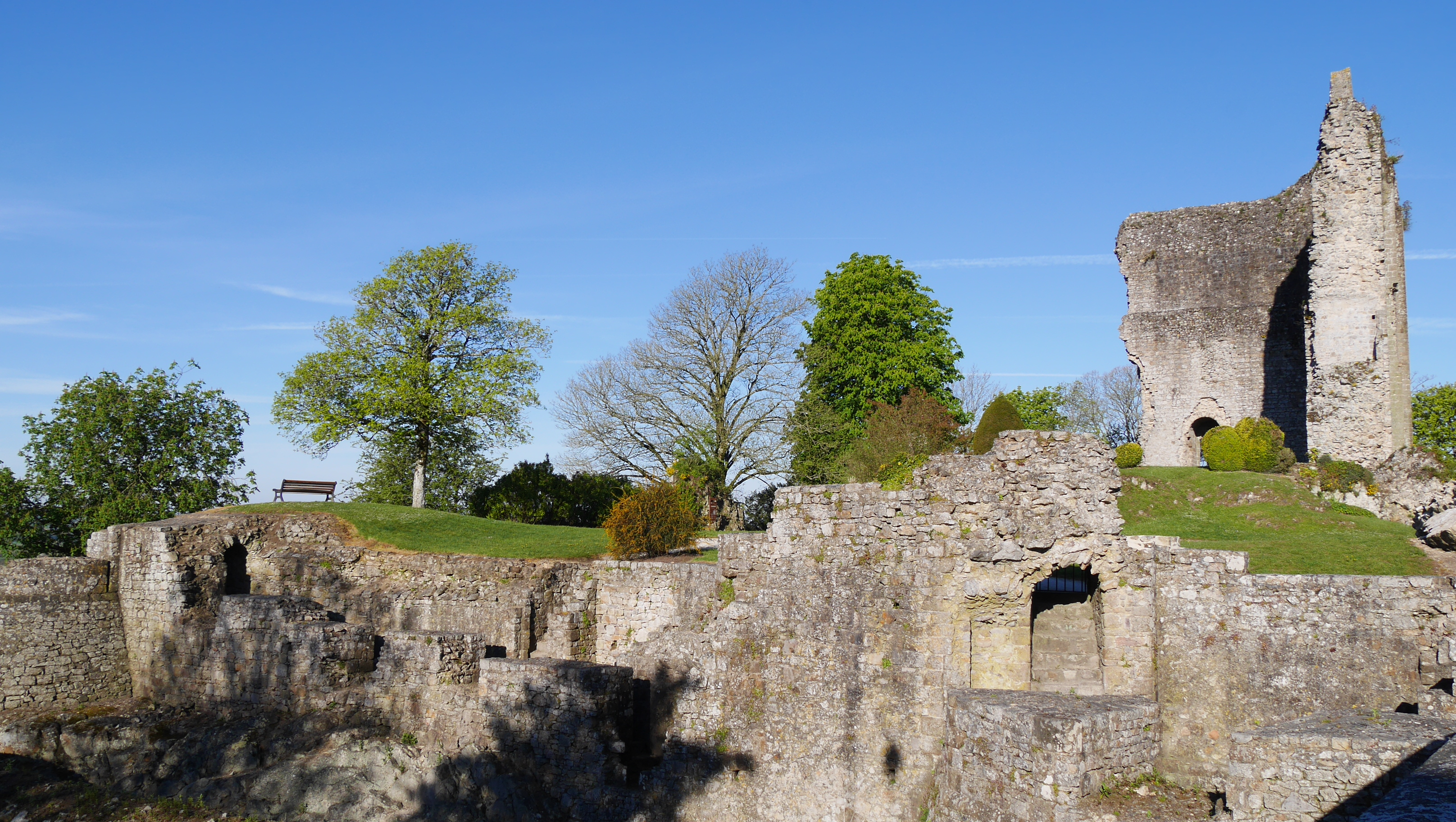
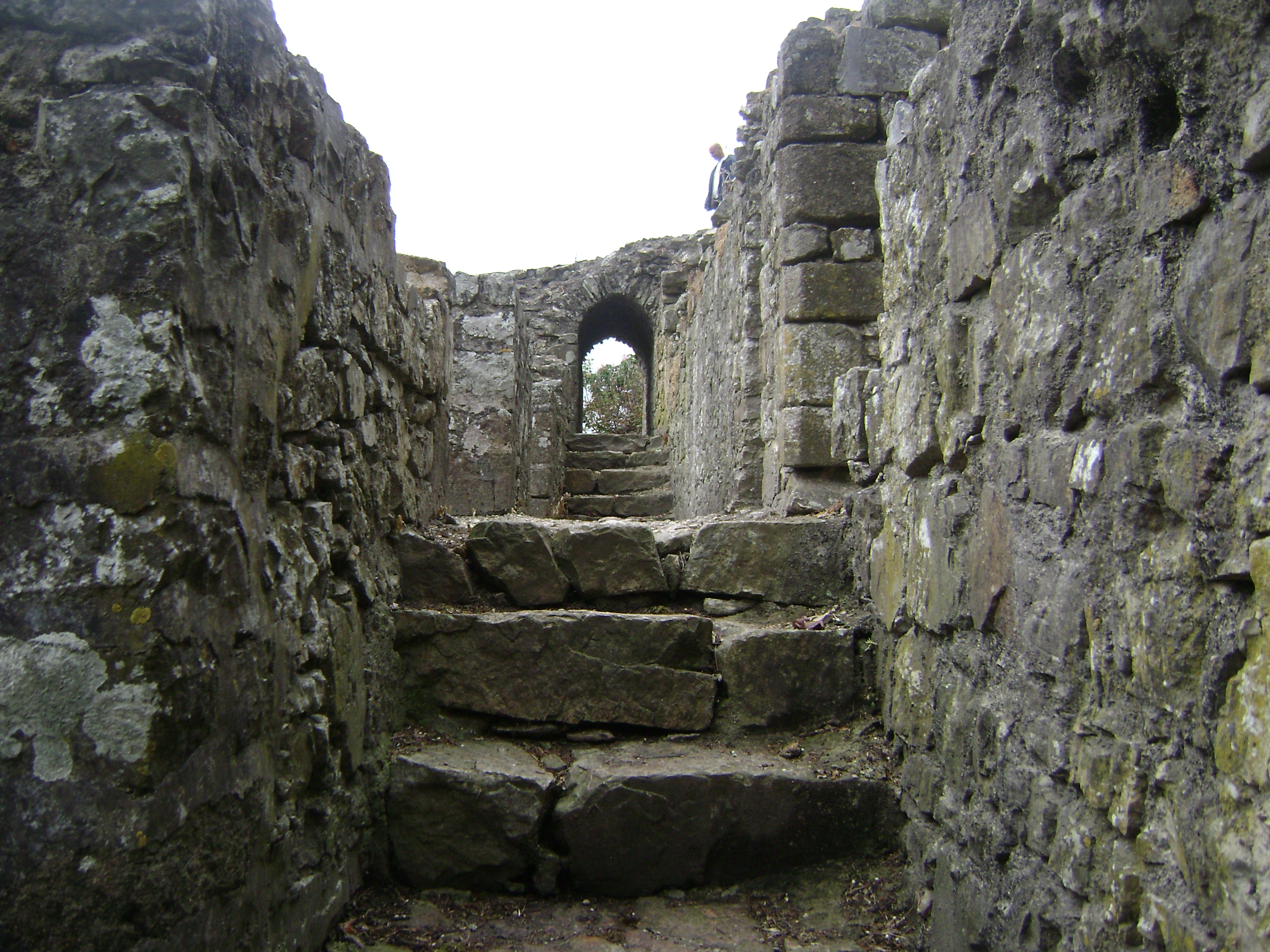
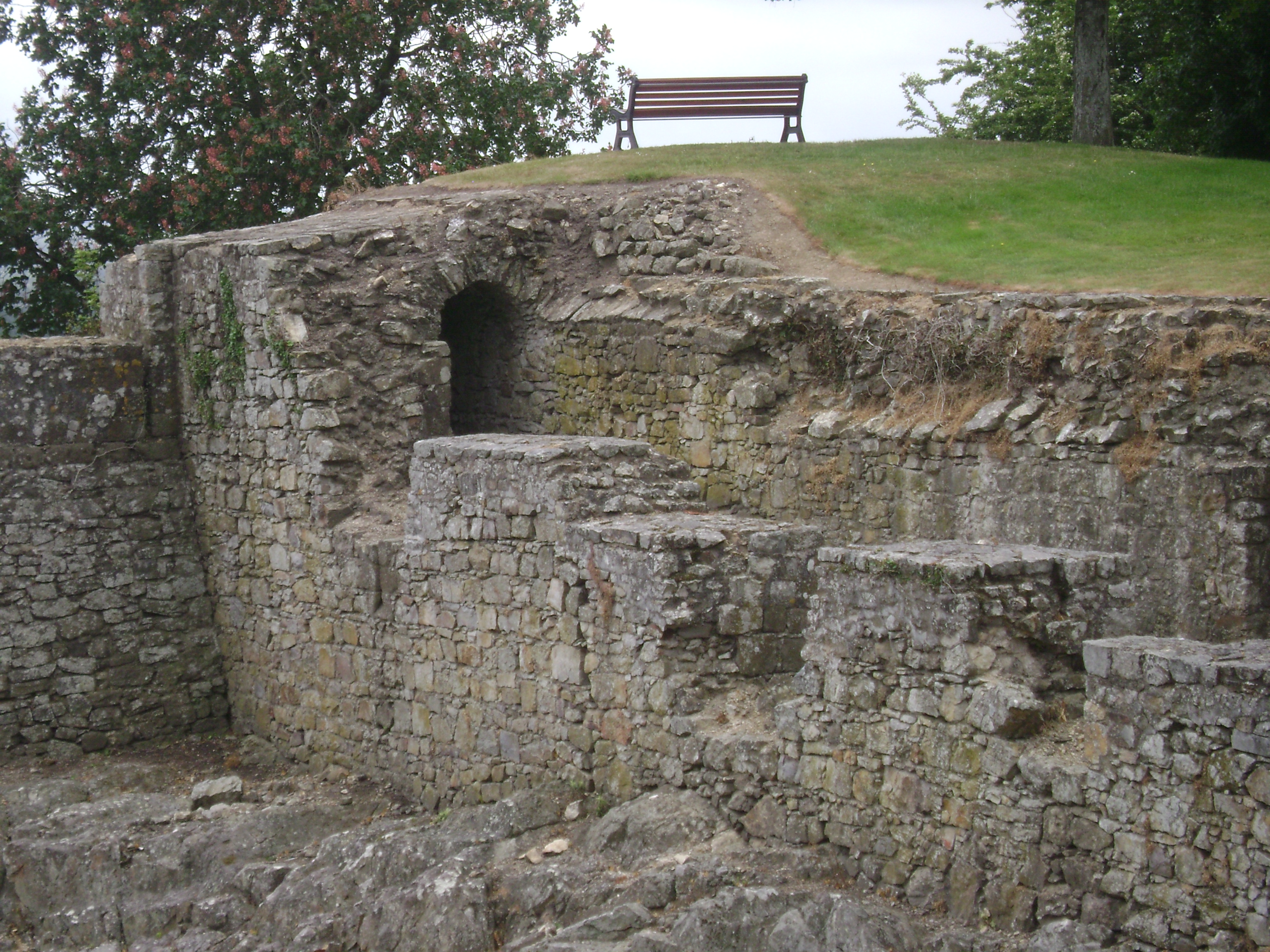
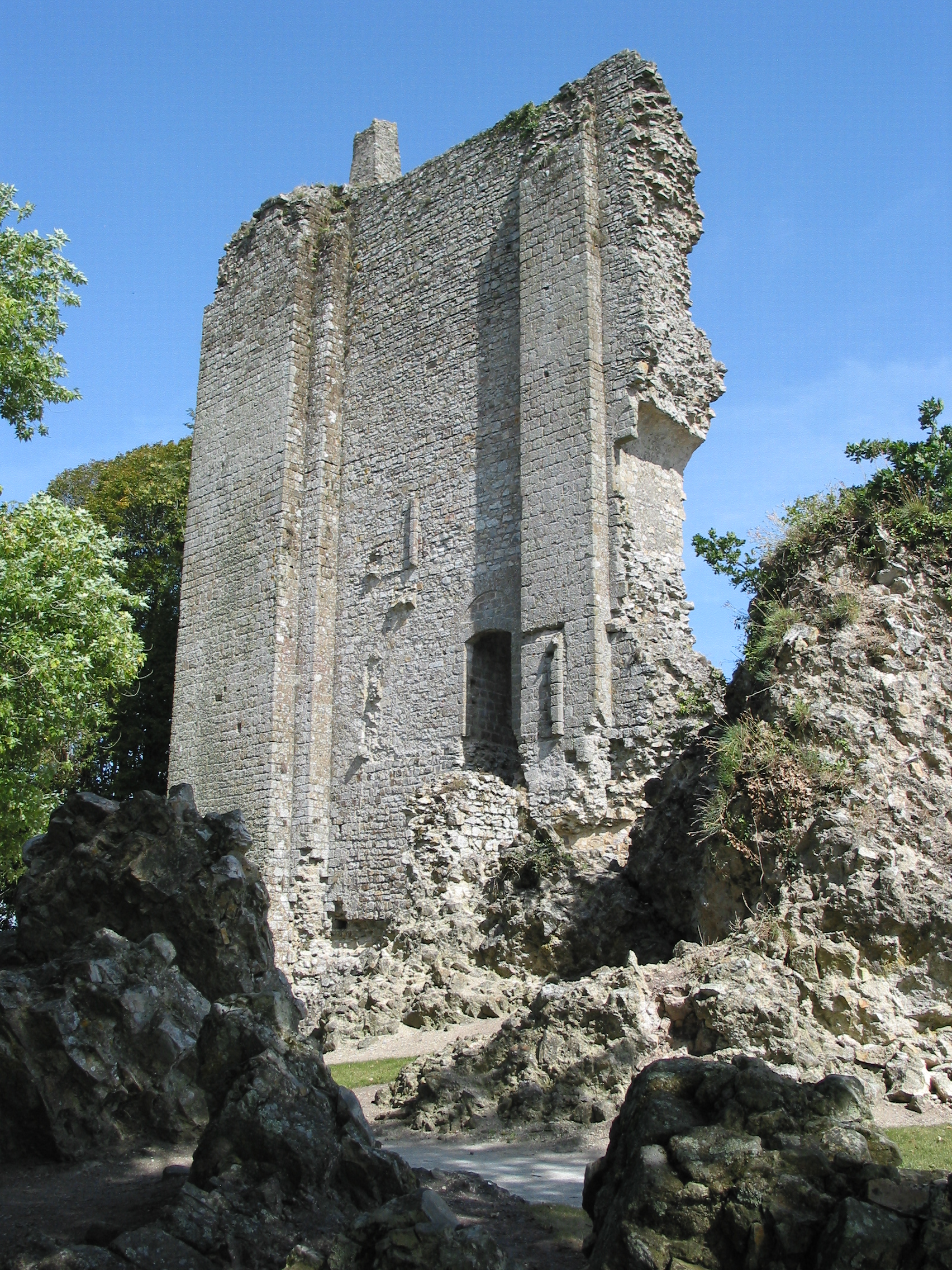

## Protection
Au titre des monuments historiques :
- les ruines du donjon sont classées par liste de 1875 ;
- l'enceinte du château avec ses remparts, tours, bretèches, casemates, et les anciennes chapelles Sainte-Catherine et Saint-Symphorien, sont classées par arrêté du 18 février 1986.

### Autres
L'enceinte de la ville est classée au titre des monuments historiques par arrêté du 13 octobre 1988,.